# Universitätsbibliothek Helsinki

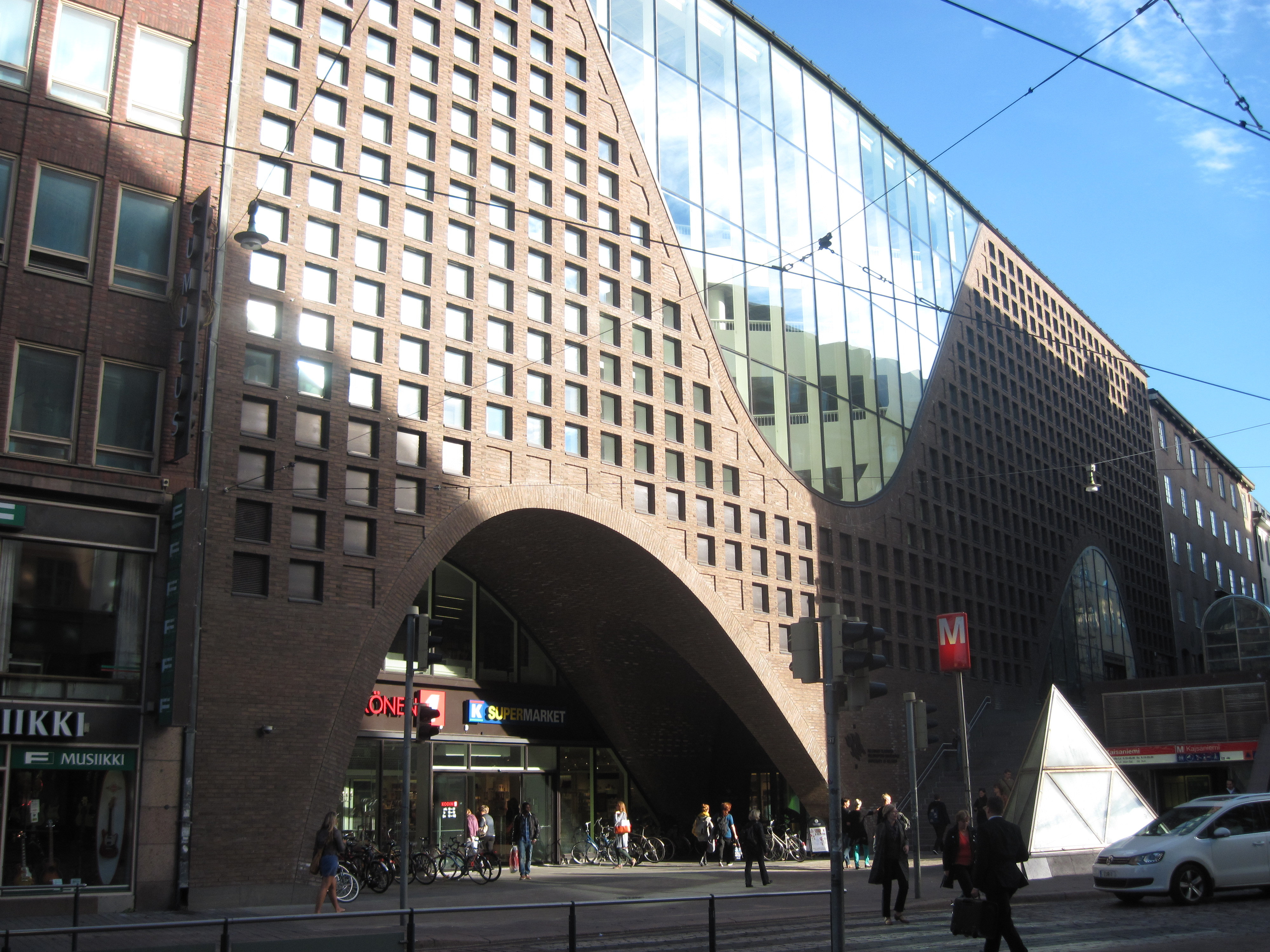
Das Kaisa-Haus, Hauptgebäude der Universitätsbibliothek Helsinki

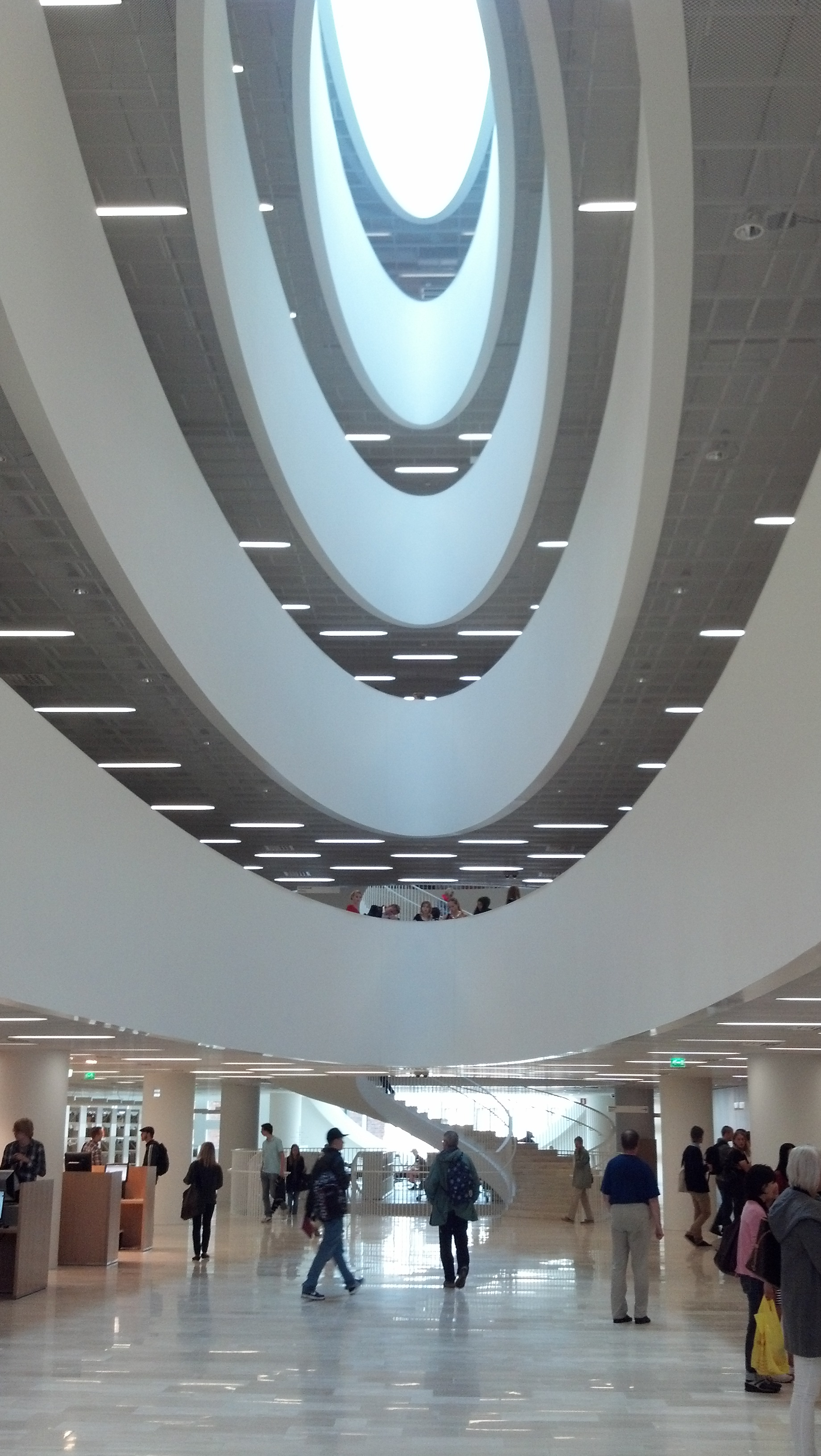
Innenansicht des Kaisa-Hauses

Die Universitätsbibliothek Helsinki (finn. Helsingin yliopiston kirjasto, schwed. Helsingfors universitets bibliotek) ist die Universitätsbibliothek der Universität Helsinki und die größte Bibliothek ihrer Art in Finnland. Sie ist nicht zu verwechseln mit der Finnischen Nationalbibliothek, die bis 2006 den Namen Universitätsbibliothek Helsinki führte.

## Entstehung
Ursprünglich fungierte die Finnische Nationalbibliothek als Zentralbibliothek der Universität Helsinki, und bis 2006 trug sie auch den Namen „Universitätsbibliothek“. Nach der Umbenennung dieser Bibliothek in „Nationalbibliothek“ wurden 2010 die verschiedenen, bis dahin dezentral organisierten Fachbibliotheken der Universität zu einer neuen organisatorischen Einheit zusammengefasst, die seitdem den Namen „Universitätsbibliothek“ trägt. Dennoch ist auch die Nationalbibliothek nach wie vor Bestandteil der Universität.
Der größte Teil der Fachbibliotheken wurde 2012 auch physisch zusammengelegt, als das neue Hauptgebäude der Universitätsbibliothek fertiggestellt wurde. Das Gebäude befindet sich in Kaisaniemi auf dem zentralen Campus der Universität und wird Kaisa-Haus (Kaisa-talo) genannt. In der Nähe befindet sich eine Zweigstelle namens Minerva, deren Sammlungen im Frühjahr 2015 ebenfalls in das Hauptgebäude verlegt werden sollen. Weitere Zweigstellen gibt es in den Stadtteilen Viikki, Meilahti und Kumpula.

## Bestand und Nutzung
Die Universitätsbibliothek (ohne die Nationalbibliothek) hat gedruckte Bestände im Umfang von 73,5 Regalkilometern. Außerdem bietet sie etwa 26.500 elektronische Zeitschriften und 339.000 E-Books an. Es gibt ca. 40.400 aktive Benutzer, die jährlich etwa 2,6 Millionen Mal gedruckte Bestände ausleihen oder verlängern (Stand 2012).